# Strefa kibica

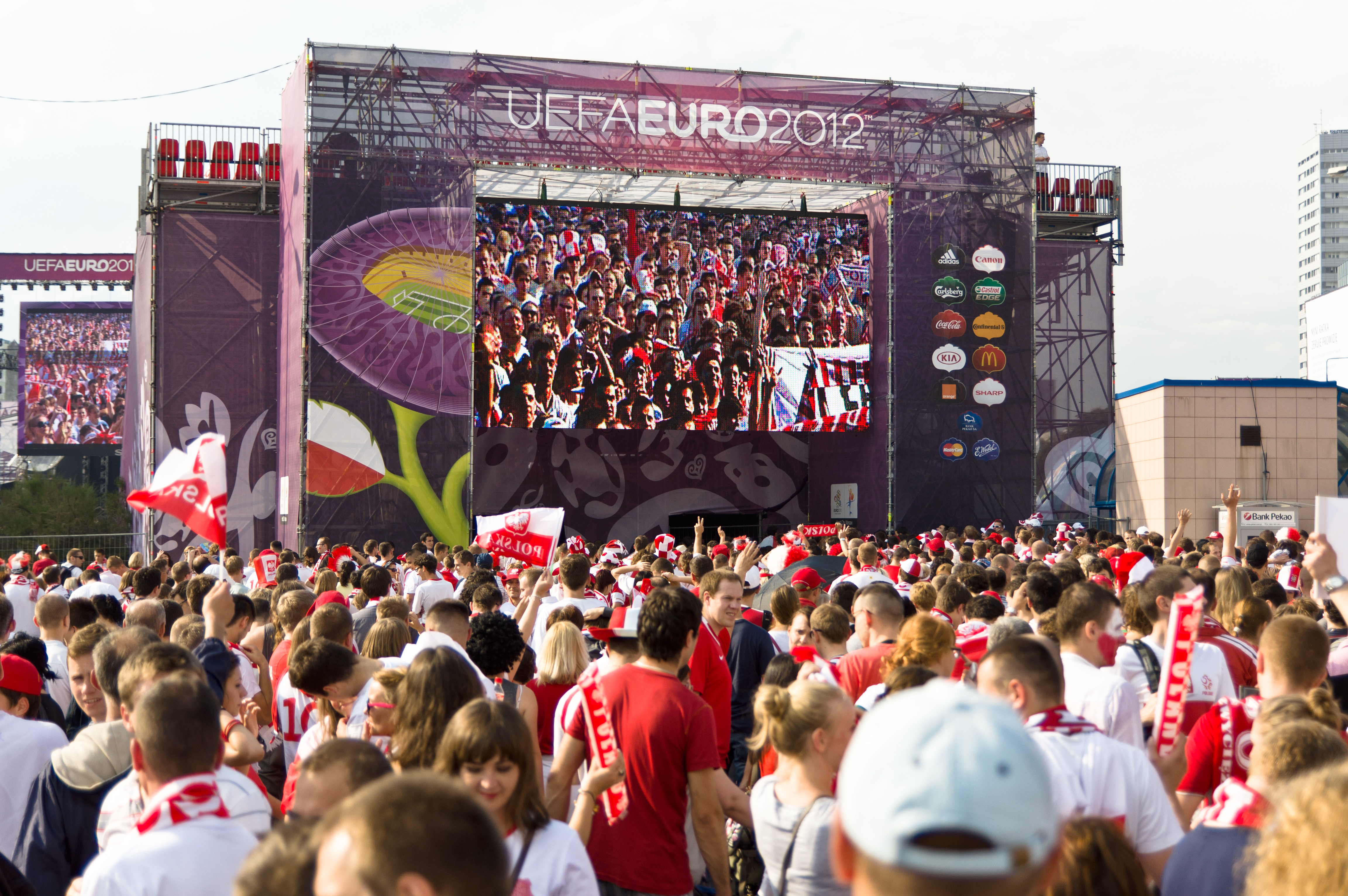
Warszawska strefa kibica podczas EURO 2012

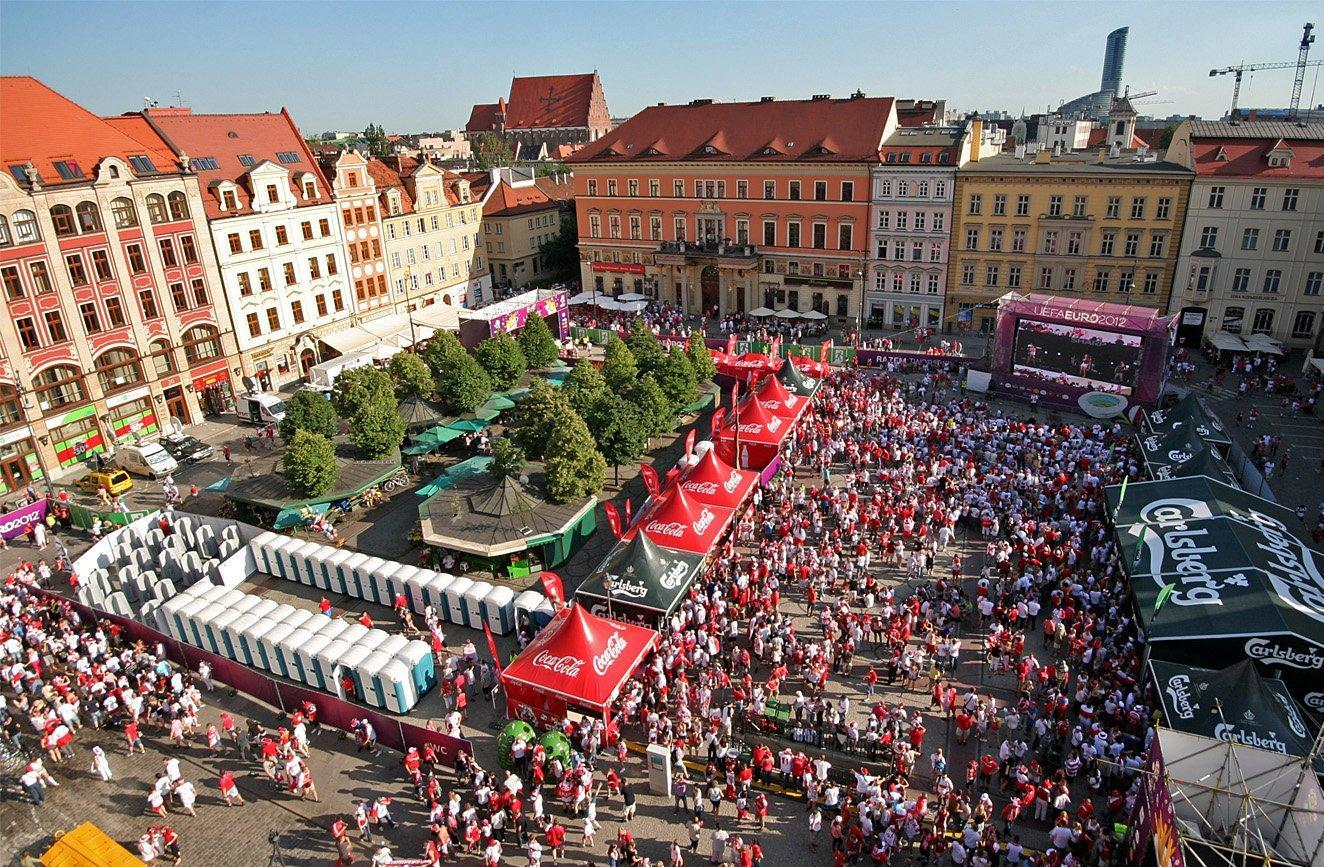
Strefa kibica na wrocławskim Placu Solnym

Strefa kibica – wydzielone miejsce w mieście, zwłaszcza podczas dużych imprez sportowych, w którym można obejrzeć mecz w towarzystwie innych kibiców, a także skorzystać z oferty gastronomicznej. Oficjalne strefy kibica wprowadzono po raz pierwszy podczas mundialu w Niemczech w roku 2006.

## Zasada funkcjonowania
Problematyka stref kibica (określanych jako „public viewing area”) była tematem rekomendacji wydanej przez Radę Europy w r. 2009. Strefy kibica podczas dużych imprez sportowych funkcjonują według przepisów o organizacji imprez masowych, co pociąga za sobą zapewnienie bezpieczeństwa przez organizatora, zabezpieczenia medycznego oraz odpowiedniego stanu technicznego instalacji i urządzeń.

## Euro 2012
W Polsce strefy kibica zaistniały podczas mistrzostw Europy w piłce nożnej 2012 – był to wymóg UEFA, organizacja ta również wydawała zgody na utworzenie poszczególnych stref. Budowano je głównie w miastach, w których rozgrywano mecze mistrzostw: Wrocławiu, Poznaniu, Warszawie, Gdańsku, ale również w Krakowie. Największa strefa kibica powstała w Warszawie i w ciągu całej imprezy odwiedziło ją 1 011 000 osób, a tylko podczas meczu Polska – Czechy strefę warszawską odwiedziło 165 tys. osób. Gdańska strefa kibica zajmowała powierzchnię 40 tys. m² i mogła obsłużyć 60 tys. kibiców.